# Nikola Žekov
Nikola Todorov Žekov (in cirillico: Никола Тодоров Жеков; trasl. angl.: Nikola Todorov Zhekov) (Sliven, 6 gennaio 1865 – Füssen, 1º novembre 1949) è stato un politico e generale bulgaro, Ministro della Difesa del Regno di Bulgaria nel 1915 e Comandante in Capo dell'Esercito Bulgaro durante la prima guerra mondiale.

## Biografia
Nato a Sliven, nell'allora Rumelia orientale, nel 1865, Era il figlio più grande di una famiglia di mercanti. Dopo un breve periodo di formazione nel suo paese natale, si diplomò all'Alta Accademia per Giovani di Sofia. Nel 1883 entrò nella Scuola Militare di Sofia e partì volontario in un reggimento di riservisti durante la Guerra serbo-bulgara del 1885.
Nel 1886 prese parte al colpo di Stato fallito contro Alessandro I di Bulgaria, partecipazione a causa della quale venne degradato al rango di cadetto ed inviato a prestare servizio presso il 12º Reggimento di fanteria. Subito dopo usufruì di un'amnistia, grazie alla quale gli fu permesso di frequentare nuovamente l'Accademia Militare di Sofia.
Nel 1887 venne promosso al grado di tenente e nel 1894 venne promosso a capitano ed inviato in Italia presso l'Accademia militare di Torino, ovvero la prestigiosa Scuola di guerra dell'esercito che aveva allora sede presso la capitale sabauda, dove nel 1898 si diplomò. A partire dal 1901, dopo essere stato promosso al grado di maggiore, Žekov diede letture presso la Scuola Militare di Sofia di cui divenne Direttore nel 1912. Tra il 1910 ed il 1912 egli prestò anche servizio come Comandante del Primo Reggimento di Fanteria.

### La Prima guerra balcanica
Durante la Prima guerra balcanica Žekov, promosso al grado di colonnello, prestò servizio come capo di Stato Maggiore presso la Seconda Armata dell'Esercito Bulgaro, il quale ebbe il compito di intraprendere l'assedio alla fortezza di Edirne dal fondamentale ruolo strategico. A causa di una malattia gli fu impedito di partecipare attivamente sul campo alla Seconda guerra balcanica, e dopo il conflitto venne nominato vice Capo di Stato Maggiore dell'Esercito Bulgaro, nonché comandante dell'8ª Divisione di Fanteria Tundža di stanza in Tracia occidentale.
Tra il 1913 ed il 1914 Žekov venne scelto come membro della missione diplomatica bulgara che aveva il compito di trovare un accordo per stipulare una convenzione militare tra la Bulgaria e l'Impero ottomano.

### La Prima Guerra Mondiale
Nell'agosto del 1915 venne promosso al grado di Maggior generale e successivamente nominato Ministro della Difesa. Non appena nominato in questa carica, Žekov si dimostrò subito propenso a promuovere l'ingresso della Bulgaria nell'ormai imminente Primo conflitto mondiale al fianco degli Imperi centrali; la motivazione di questo schieramento è in parte dovuta alle perdite territoriali subite dal Regno di Bulgaria alla fine della Seconda Guerra Balcanica ed alle promesse da parte degli Imperi Centrali di una loro restituzione in cambio dell'appoggio bulgaro nel conflitto ormai in procinto di scoppiare. In preparazione della guerra, il 24 settembre 1915 il sovrano Ferdinando I di Bulgaria, dopo la sua terribile esperienza nelle Guerre Balcaniche, decise di assegnare a Žekov la carica di Comandante in Capo dell'Esercito Bulgaro. Il 14 ottobre 1915 la Prima Armata Bulgara si unì alle forze austro-ungarico-tedesche del feldmaresciallo tedesco August von Mackensen sul fronte serbo, mentre la Seconda Armata Bulgara, rimasta sotto il comando diretto del Regno di Bulgaria, attaccò la Macedonia, respingendo ogni tentativo di soccorso da parte dell'Entente.

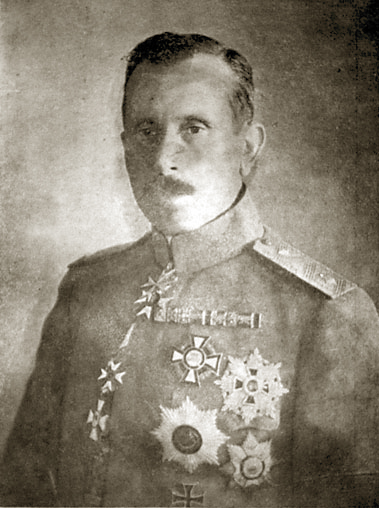
Foto di Žekov in qualità di Comandante in Capo delle Forze Armate Bulgare

La Campagna di Romania e il tentativo di colpo di Stato

Sotto il comando di von Mackensen, l'Esercito Bulgaro partecipò con successo anche alla campagna di Romania. Il 27 agosto
1916 il Regno di Romania entrò ufficialmente nel conflitto schierandosi contro le Potenze centrali; come reazione, l'alto comando austro-ungarico chiese che l'Armata del Danubio, comandata da von Mackensen, attraversasse il fiume diretta contro Bucarest. Approfittando della situazione propizia, Žekov propose un'offensiva contro il territorio di Dobruja, perduto dalla Bulgaria in favore della Romania nel 1913 a seguito della Seconda guerra balcanica. A tale scopo la Bulgaria dichiarò nuovamente guerra alla Romania il 1º settembre 1916. Le intenzioni di Žekov furono chiaramente quelle di far coincidere le mire territoriali della Bulgaria, che avevano indotto il paese a partecipare al conflitto, con le preoccupazioni prettamente strategico-militari degli alleati. Questa operazione ebbe successo, tuttavia l'occupazione del territorio di Dobruja rimase oggetto di diverbio e contese all'interno delle alte sfere militari delle Potenze centrali fino alla fine del conflitto. Tuttavia, il 6 ottobre 1916 venne promosso al grado di tenente generale. Nel 1917, un gruppo di oppositori al governo del Primo Ministro bulgaro, Vasil Radoslavov, del cui gabinetto faceva parte lo stesso Žekov, avvicinarono il Ministro della Guerra essendo venuti a conoscenza dei dissidi tra Žekov ed il governo in merito alle scarse risorse da destinare alle truppe al fronte, ma il generale si mostrò fedele al governo denunciando il complotto al quale era stato invitato a partecipare.
La disfatta del 1918 sul fronte serbo

Nonostante che, da parte sua Žekov, si fosse occupato personalmente di respingere con successo i tentativi di assedio da parte degli Alleati alla fortezza di Salonicco nell'autunno del 1916 e nel 1917 li fronteggiasse presso Florina e poi sul Lago Prespa, ottenendo la vittoria; e nonostante la sua partecipazione all'attacco contro il porto di Kavala fra l'agosto ed il settembre del 1916; le operazioni sul fronte serbo si rivelarono disastrose a partire dall'autunno del 1918 con l'entrata in guerra da parte della Grecia. Il fronte serbo si indebolì notevolmente, anche a causa della scelta strategica da parte dell'Impero tedesco di spostare la maggior parte delle sue truppe verso il Fronte Occidentale.  Ciò costrinse l'ormai sfibrato e demotivato esercito bulgaro a fronteggiare l'avanzata delle forze alleate, che fecero breccia nel fronte serbo a seguito della vittoria nella battaglia di Dobro Pole il 15 settembre 1918. Nel giugno del 1918, contrariamente a quanto era accaduto due anni prima, Žekov diede il suo appoggio al complotto ordito dall'Unione Nazionale Agraria Bulgara per destituire il Primo Ministro Radoslavov. Qui si inserisce il momento più controverso nella biografia di Žekov, dal momento che, proprio poco tempo prima della disfatta del suo esercito, nell'estate del 1918, Žekov lasciò il ruolo di Comandante in Capo dell'Esercito Bulgaro al suo vice, il generale Georgi Todorov, a causa di una malattia che richiedeva il suo ritiro dal fronte e l'immediato ricovero a Vienna. Come conseguenza di questa scelta, e della capitolazione della Bulgaria, l'Alto Comando bulgaro decise di esautorare Žekov dal servizio attivo e di retrocederlo alla riserva il 4 novembre 1918.

### Dopo la guerra
Alla fine del conflitto Žekov decise l'esilio in Germania ma fece ritorno in Bulgaria nel 1921 per difendere la sua condotta di guerra e la propria reputazione, dal momento che il governo post-bellico capitanato dal Unione Nazionale Agraria Bulgara aveva deciso di mettere sotto accusa e processare tutti i ministri del periodo di guerra, per la loro condotta favorevole alla guerra. Processato e condannato a dieci anni di prigione, Žekov venne liberato dopo tre anni di carcere a seguito di un colpo di Stato militare nel 1923. L'anno successivo cominciò nuovamente a tenere letture presso l'Accademia Militare di Sofia, oltre ad intraprendere la scrittura di manuali d'arte militare e un libro di memorie. Il 6 maggio 1936 venne promosso al grado di Generale di fanteria.
A partire dal 1940 patrocinò la causa nazionalista bulgara, avvicinandosi verso posizioni filo-naziste ed antisemite, stabilendo rapporti amichevoli con il leader del Nazismo Adolf Hitler, il quale lo invitò a Parigi nel 1940 dopo la vittoria tedesca nella Campagna di Francia. A testimonianza del suo rapporto con il regime nazista, Žekov ricevette nel 1942 un vitalizio di 500.000 marchi tedeschi come ricompensa per i suoi meriti durante la Prima Guerra Mondiale, somma che il generale bulgaro decise di devolvere ad un istituto educativo per ufficiali in Bulgaria.
Agli inizi di settembre del 1944 Žekov fuggì nuovamente in Germania temendo rappresaglie dal nuovo governo insediatosi dalle marcate tendenze filo-sovietiche. Le sue previsioni si rivelarono corrette, dal momento che nel febbraio del 1945 il regime filo-sovietico instaurato dalla resistenza bulgara pronunciò una condanna a morte in contumacia contro Žekov. Il 1º novembre 1949 Žekov morì esule nella città bavarese di Füssen e nel 1992, dopo la caduta del regime comunista, i suoi resti furono traslati nel Mausoleo Militare di Sofia.